# گیلوان (طارم)
گیلوان شهری از توابع  بخش گیلوان شهرستان طارم استان زنجان ایران است.
 گیلوان ۲٬۵۰۸ نفر جمعیت دارد.